# Seychellerne ved sommer-OL 1984
Seychellerne deltog ved sommer-OL i 1984 i Los Angeles, USA med 2 kvindelige atletikudøvere og 4 mandlige boksere. Alle blev elimineret i de indledende runder. 

## Medaljer
| 1984 Los Angeles | Guld | Sølv | Bronze | Total |
| Seychellerne     | 0    | 0    | 0      | 0     |